# Rediu (Galați)
Rediu est une commune roumaine située dans le județ de Galați.